# 매슈 저먼
매슈 저먼(영어: Matthew Jurman, 1989년 12월 8일 ~ )은 오스트레일리아의 축구 선수로, 포지션은 센터백이다. 현재 A리그의 뉴캐슬 제츠에서 활약하고 있다. 2017 시즌부터 2018 시즌까지 K리그1 수원 삼성 블루윙즈에서 활약한 적이 있으며, K리그 등록명은 매튜였다.

## 축구인 경력

### 유소년 경력
2007년 웨스트필즈 스포츠 고등학교를 졸업하고, 오스트레일리아의 국립 스포츠 연구소이자 선수 양성소인 AIS에서 축구선수로써 성장했다. 2008년 시드니 FC와 유소년 계약을 맺었으며, 시드니 FC 유소년 팀에게 구단 역사상 최초로 호주 유소년 축구 챔피언십 우승 트로피를 안겨주었다. 이 때의 활약을 바탕으로 시드니 FC와 프로계약을 맺었다.

### 시드니 FC
매슈 저먼은 퍼스 글로리와의 경기에서 프로무대 데뷔를 가졌다. AFC 챔피언스리그 2011 일본 클럽 가시마 앤틀러스와의 원정경기에서 프로무대 첫 득점을 기록했다.

### 브리즈번 로어
2011년 2월 10일 매슈 저먼은 오스트레일리아 A리그 클럽 브리즈번 로어와 2년 계약을 맺었다. 브리즈번에서 34경기에 출장하며 주전으로 자리잡았던 그는, A리그 2012-13 시즌 종료 이후 자유계약(FA) 신분으로 풀렸다.

### 시드니 FC로의 복귀
2013년 5월 2일 매슈 저먼은 시드니 FC로 1년 계약을 맺으며 복귀했다. 2014년 3월 8일 시드니 더비에서 오노 신지가 기록한 골을 뒤따라잡는 동점골을 기록했으며, 이는 그의 A리그 데뷔골이었다.

### 수원 삼성 블루윙즈
2017년 1월 6일 대한민국 K리그 클래식의 수원 삼성 블루윙즈가 매슈 저먼의 영입을 발표했다.

## 우승 기록
- A리그 정규리그
  - 우승 1회: 2009-10
- A리그 그랜드 파이널
  - 우승 1회: 2009-10